# Kayode Odejayi
Olukayode "Kayode" Odejayi (ur. 21 lutego 1982 w Ibadan) – nigeryjski piłkarz grający na pozycji napastnika w Rotherham United

## Kariera piłkarska
Od 1 sierpnia 1999 do 31 sierpnia 2002 r. występował w Bristol City. Na dwa miesiące od 19 października 2001 do 19 grudnia 2001 r. był wypożyczony do Forest Green Rovers. Od 31 sierpnia 2002 do 1 maja 2003 r. występował w Forest Green Rovers. Następnie za 5 tysięcy funtów przeszedł do Cheltenham Town, gdzie występował od 1 maja 2003 do 31 maja 2007 roku. 31 maja 2007 roku za 200 tysięcy funtów przeszedł do Barnsley. 8 marca 2008 roku strzelił jedynego gola w meczu przeciwko Chelsea w ćwierćfinale Pucharu Anglii.